# 女の生命は短くて
「女の生命は短くて」(ハナのいのちはみじかくて)は、平松愛理の14枚目のシングル。

## 解説
- 14枚目のシングル。
- フジテレビ『Mr.ワトソン』エンディングテーマとして起用された。

## 収録曲
1. 女の生命は短くて (4:24)
作詞・作曲：平松愛理、編曲：清水信之
2. 渚のエンブレム (4:50)
作詞・作曲：平松愛理、編曲：清水信之
3. 女の生命は短くて (オリジナル・カラオケ) (4:21)